# Mictocommosis
Mictocommosis là một chi bướm đêm thuộc họ Tortricidae.

## Các loài
- Mictocommosis argus  Walsingham, 1897
- Mictocommosis microctenota  Meyrick, 1933
- Mictocommosis nigromaculata  Issiki, 1930
- Mictocommosis stemmatias  Meyrick, 1921